# Baron Strachie
Baron Strachie, of Sutton Court in the County of Somerset, war ein erblicher britischer Adelstitel in der Peerage of the United Kingdom.

## Verleihung und Erlöschen
Der Titel wurde am 11. Mai 1835 für den Unterhausabgeordneten Sir Edward Strachey, 4. Baronet, geschaffen. Er hatte bereits 1901 von seinem Vater den Titel Baronet, of Sutton Court in the County of Somerset, geerbt, der am 15. Juni 1801 in der Baronetage of the United Kingdom seinem Vorfahren Henry Strachey (1737–1810) verliehen worden war.
Beim Tod seines Sohnes, des 2. Barons, am 17. Mai 1973 erlosch die Baronie, der Anspruch auf die Baronetcy fiel an einen Neffen zweiten Grades.

## Liste der Barone Strachie (1911)
- Edward Strachey, 1. Baron Strachie (1858–1936)
- Edward Strachey, 2. Baron Strachie (1882–1973)